# Choe Myong-ho
Choe Myong-ho (hangul:최명호, hancha:崔敏鎬; ur. 3 lipca 1988 w Pjongjangu) – północnokoreański piłkarz występujący na pozycji pomocnika w klubie Pjongjang Ch'eyuk Dan.

## Kariera klubowa
Choe Myong-ho jest wychowankiem klubu Kyonggongop. W 2007 został zawodnikiem rosyjskiego klubu Krylja Sowietow Samara. Przez dwa lata pobytu w Rosji Choe wystąpił w Priemjer-Lidze tylko w jednym meczu. W 2009 powrócił do ojczyzny i został zawodnikiem Pjongjang Ch'eyuk Dan, którego zawodnikiem jest do chwili obecnej.

## Kariera reprezentacyjna
W 2008 roku zadebiutował w reprezentacji Korei Północnej. W 2011 został powołany do kadry na Puchar Azji.